# Itaba (Tanzania)
Itaba è una circoscrizione rurale (rural ward) della Tanzania situata nel distretto di Kibondo, regione di Kigoma. Conta una popolazione di 18 127 abitanti (censimento 2012).